# Carrer del Clos (la Secuita)
El carrer del Clos és un carrer de la Secuita (Tarragonès). Està inclòs a l'Inventari del Patrimoni Arquitectònic de Catalunya en el seu conjunt.

## Descripció
És un carrer sense sortida (d'on ve el nom de Clos) que dona a la plaça Major. Les cases són de planta i un o dos pisos, de reble o paret de pedra arrebossades, però sovint en mal estat (escrostonades). S'hi poden observar alguns portals adovellats i restes d'una finestra gòtica. A l'interior d'algunes cases, hi ha arcs de pedra de mig punt o apuntats. Cal tenir en compte cal Manso, edifici molt modificat actualment, que sobresurt dels altres i del qual només manté cert valor artístic la porta d'entrada.

## Història
El carrer del Clos sembla que és el més antic de la Secuita, i cal Manso la primera casa o ex-castell del lloc, potser fet construir per Guillem de Claramunt, senyor del territori, el qual, el 1182, cedí en vassallatge a Berenguer de la Tagliata (la Tallada) "unam quadram terre quam habeo in territorio Terrachone in termino castri Monte Olivo, in loco que vocat Cequita"; en aquest cas, però, es refereix al castell de Montoliu i no pas al de la Secuita. De manera similar trobem, però, que un fill seu anomenat igual, llegà a Santes Creus "castrum et locum de la Çacuyta" (el castell i el lloc de la Sacuita), abans d'anar a la conquesta de Mallorca, poc després de la qual morí. En un capbreu de 1669, el batlle Antoni Manyer diu: "Hem una caseta ab corralet contiguo, situat en lo lloch de la Secuita, en lo carrer Clos, que antes era lo castell de dit lloch".